# Mătăsar (pasăre)
Mătăsarii sunt păsări din ordinul Passeriformes care alcătuiesc familia Bombycillidae ce include un singur gen  Bombycilla, cu trei specii: mătăsar european (B. garrulus), mătăsar japonez (B. japonica) și mătăsar american B. cedrorum. Cele trei specii foarte asemănătoare ale genului apar în nordul Europei, în centrul și nordul Americii de Nord și în Siberia și nord-estul Asiei.

## Etimologie
Bombycilla, numele genului, este încercarea lui Vieillot de a traduce în latină numele german Seidenschwänze „coadă mătăsoasă”. Vieillot a descompus motacilla, latinescul pentru coadă, ca mota pentru „mișcare” și cilla , despre care credea că înseamnă „coadă”; cu toate acestea, Motacilla combină de fapt motacis, un animal în mișcare, cu sufixul diminutiv -illa. Apoi a combinat acest „cilla” cu latinescul bombyx, adică mătase.

## Specii
| Imagine | Nume comun       | Denumire șiințifică                  | Distribuție                                                                                    |
| ------- | ---------------- | ------------------------------------ | ---------------------------------------------------------------------------------------------- |
|         | Mătăsar european | Bombycilla garrulus (Linnaeus, 1758) | Eurasia, America de Nord                                                                       |
|         | Mătăsar japonez  | Bombycilla japonica (Siebold, 1824)  | Japonia, Coreea, Orientul Îndepărtat al Rusiei și în provincia Heilongjiang, nord-estul Chinei |
|         | Mătăsar american | Bombycilla cedrorum Vieillot, 1808   | America de Nord, America Centrală                                                              |